# Ministério da Agricultura (Azerbaijão)
O Ministério da Agricultura do Azerbaijão (em azeri:  Аzərbаycаn Rеspubliкаsının Kənd Təsərrüfatı Nаzirliyi) é um agência governamental vinculada ao Gabinete do Azerbaijão, responsável pela regulação da atividade econômica no setor agrícola do país, com o propósito de aumentar a capacidade de produção do setor. A agricultura é o segundo mais importante recurso natural do Azerbaijão, desempenhando um papel significativo na economia azeri.

## Atividade
O ministério supervisiona a atividade agrícola e foi estabelecido pela primeira vez em 28 de maio de 1918, com a declaração de independência da República Democrática do Azerbaijão, com o nome de "Ministério do Cultivo e do Trabalho". Em 15 de outubro de 1918, o nome foi alterado para "Ministério da Propriedade e Cultivo do Estado", e após o estabelecimento do regime soviético no Azerbaijão, em 1920, foi novamente renomeado para "Comissariado de Terras do Estado". Em 1986, o ministério foi transformado no Comitê Estadual de Economia Agrária. Em 1992, após a restauração da independência da República do Azerbaijão, o ministério foi restabelecido com o nome de "Ministério da Agricultura e da Alimentação". Finalmente, em 1993, a agência governamental recebeu seu nome atual.
De acordo com o Decreto Presidencial n.º 467 de 23 de outubro de 2004, com a finalidade de aumentar a capacidade agrícola do país, o ministério concentra-se no desenvolvimento da produção e transformação dos produtos agrícolas; na prestação de informações aos produtores dos produtos agrícolas; na regulamentação da água, veterinária, quarentena vegetal e uso favorável do solo; na implementação da política única científico-técnica, organização de programas de prioritários na criação de animais; na garantia da segurança alimentar e de abastecimento no país e no desenvolvimento econômico e social das aldeias. O ministério realiza conferências de comércio e investimento, a fim de atrair investimentos estrangeiros para o setor e promover os produtos agrícolas do Azerbaijão nos mercados mundiais.

## Reformas
Como resultado da Guerra de Nagorno-Karabakh, o setor agrícola do Azerbaijão entrou em uma recessão, o que levou as lideranças de governo a aprovar três medidas sobre reformas agrárias e reformas em fazendas estatais e fazendas coletivas, em 18 de fevereiro de 1995, e sobre a reforma agrária em 16 de julho de 1995. De acordo com o Decreto Presidencial de 23 de outubro de 2004, essas reformas também incluíram estabelecimentos de negócios estrangeiros, oferecendo equipamentos e financiamentos nacionais, da ordem de 100 bilhões a 150 bilhões de dólares, que foram alocados entre 2005 e 2006 para o setor. Em comparação com as estatísticas de 1995, o cultivo de cereais aumentou em 230% em 2004, o de batata aumentou em 590%, o de melão e laranja em 850%, e o de vegetais em 250%. Carne bovina, leite, ovos e cabeças de gado também registraram aumento na produção, como resultado da adoção dessas reformas, registrando 190, 150, 140, e 130%, respectivamente.